# Dodge and Burn
Dodge and Burn – termin używany w fotografii do opisania technik stosowanych przy wykonywaniu odbitek w ciemni fotograficznej oraz współcześnie  również przy cyfrowej obróbce plików grafiki rastrowej. Techniki Dodge and Burn polegają na zmianie ekspozycji fragmentów obrazu fotograficznego w odniesieniu do reszty tego obrazu poprzez jej zwiększenie (rozjaśnienie) – dodge lub  zmniejszenie (przyciemnienie) – burn.
W Polsce angielski termin Dodge and Burn odnosi się do narzędzi do manipulacji ekspozycją na cyfrowych obrazach w komputerowych programach graficznych takich jak Adobe Photoshop, Adobe Lightroom, Apple Aperture, ACDSee Pro itp. Dla technik stosowanych w tradycyjnych ciemniach fotograficznych przy pracy nad odbitkami w Polsce używa się terminu maskowanie lub wysłanianie.

## Zastosowanie
Z rozwojem fotografii negatywowej szedł w parze wzrost świadomości twórczej roli jaką pełni proces wykonywania odbitek. Naświetlone i wywołane negatywy zawierają więcej informacji niż jest w stanie odebrać standardowo naświetlony na całej swojej powierzchni papier fotograficzny. Zarówno przy analogowym jak i cyfrowym rozumieniu  Dodge and Burn, celem tych technik jest rozszerzenie rozpiętości tonalnej i uzyskanie większej ilości informacji w miejscach najjaśniejszych  oraz najciemniejszych. Ten rodzaj manipulacji zbliża obraz fotograficzny do percepcji wzrokowej w naturze. Dodatkowym, kreatywnym zastosowaniem technik Dodge and Burn jest skierowanie uwagi odbiorcy fotografii na istotne fragmenty obrazu poprzez ich rozjaśnienie często połączone ze zwiększeniem kontrastu oraz zaciemnienie fragmentów, które pełnią mniejszą rolę w kompozycji, i, do których ludzkie oko powinno dotrzeć w następnej kolejności. Techniki Dodge and Burn mają zatem związek również z odczytywaniem i interpretacją obrazu fotograficznego a nie jedynie z podniesieniem jego walorów technicznych. Stwierdzenie to znajduje odniesienie do zaproponowanego przez Rolanda Barthes’a sposobu odczytywania fotografii uwzględniającego ich studium oraz niezwykle istotne choć nie zawsze obecne punktum. Techniki Dodge and Burn świadomie stosowane mogą eksponować lub wręcz tworzyć punktum. Rolę, jaką pełni lokalne manipulowanie ekspozycją przy wykonywaniu odbitki trafnie wyraził Ansel Adams, fotograf ale również innowator w dziedzinie techniki fotograficznej. Przypisywane mu zdanie brzmi - negatyw jest partyturą, odbitka koncertem.

## Technika
Dodge czyli unikanie lub maskowanie realizowane jest w ciemni fotograficznej poprzez ograniczanie strumienia światła przechodzącego przez negatyw znajdujący się w powiększalniku i padającego na papier światłoczuły. Do tego celu używane są nieprzezroczyste przedmioty w kształcie dostosowanym do maskowanego fragmentu zdjęcia lub po prostu dłonie wykonującego odbitkę. Ostrych linii oddzielających miejsca różnie naświetlone unika się poprzez poruszanie przedmiotami oraz utrzymywanie znacznej odległości od papieru światłoczułego. Uzyskuje się w ten sposób jaśniejsze, mniej naświetlone fragmenty zdjęcia.
Burn czyli wypalanie uzyskuje się poprzez poddanie dodatkowemu naświetleniu fragmentów fotografii, które mają być ciemniejsze. Pozostałą część zdjęcia chroni się przed ekspozycją tak jak to miało miejsce w przypadku techniki Dodge.
Techniki Dodge and Burn w komputerowych aplikacjach graficznych realizowane są poprzez tzw. pędzle i warstwy  i imitują przedstawione wyżej techniki ciemniowe.